# Georg Christoph Wagenseil
Georg Christoph Wagenseil (Viena, 29 de enero de 1715-ibídem, 1 de marzo de 1777) fue un compositor, organista y clavecinista austriaco.
Su precoz talento al clavecín fue reconocido por el compositor Johann Joseph Fux, quien lo tomó como su pupilo en 1735. En 1739 fue elegido como compositor de la corte hasta el fin de sus días. Para 1749 se convirtió en clavecinista oficial de la archiduquesa. Para su tiempo fue un compositor relativamente conocido. Una buena muestra es la publicación de sus obras en París; Haydn y Mozart estuvieron familiarizados con su música. Su primera ópera, Ariodante, fue compuesta en Venecia en 1745. 
Sus composiciones abarcan desde música coral, tres oratorios, misas y cantatas; también son destacables sus sinfonías de cámara, música de cámara para cuerda con y sin clavecín, así como composiciones para teclado. Como escritor y teórico musical destaca su obra Rudimenta panduristae oder Geig-Fundamenta de 1751.

## Óperas
- La generosità trionfante (1745)
- Ariodante (1745)
- La clemenza di Tito (1745)
- Demetrio (1746)
- Alexander der Grosse in Indien (1748)
- Il Siroe (1748)
- L'olimpiade (1749)
- Andromeda (1750)
- Antigono (1750)
- Euridice (1750)
- Armida placata (1750)
- Vincislao (1750)
- Le cacciatrici amanti (1755)
- Prometeo assoluto (1762)
- Catone (?)
- Merope (1766)